# قره محمد تپه
قره محمد تپه مربوط به عصر آهن است و در شهرستان گنبدکاووس، بخش مرکزی، روستای قره محمد تپه واقع شده و این اثر در تاریخ ۱۶ مهر ۱۳۷۹ با شمارهٔ ثبت ۲۸۰۵ به‌عنوان یکی از آثار ملی ایران به ثبت رسیده است.
این روستا در حدود ده کیلومتری شمال گنبد و در مسیر جادهٔ اینچه برون گنبد و دوکیلومتر شرقی مسیر روستای آبادان تپه قرار دارد. مردم این روستا همگی ترکمن و از طایفهٔ قوجق از طایفه‌های بزرگ ترکمنان هستند.
دارای لوله کشی آب و گاز و هم چنین خطوط تلفن و برق می‌باشد. جزو معدود روستاهایی است که طرح هادی در این روستا به‌طور کامل اجرا نشده است؛ و فقط مدرسهٔ ابتدایی تا پایهٔ ششم را دارا است.